# Phidippus audax
Phidippus audax ist eine zur Familie der Springspinnen (Salticidae) gehörende Spinnenart. Sie kommt fast überall in Nordamerika vor und ist dort die häufigste Art ihrer in ganz Amerika verbreiteten Gattung; nach Hawaii wurde sie eingeschleppt.

## Merkmale

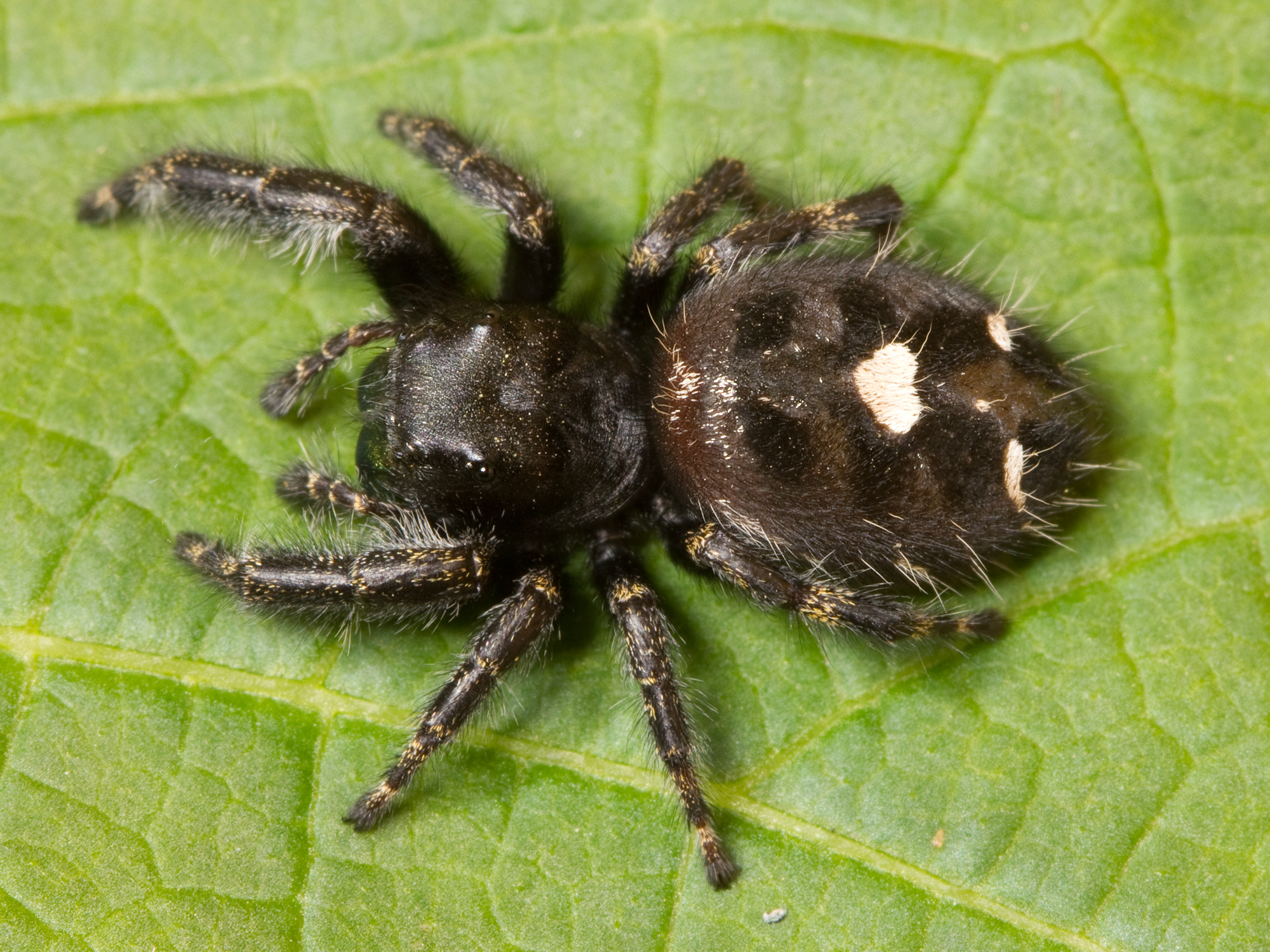
Die vier schwarzen Fleckenpaare auf dem Abdomen in Kombination mit den beiden ovalen weißen Flecken hinten sind arttypisch.

Phidippus audax ist eine eher kompakt gebaute schwarze, bis 13 Millimeter große Spinne mit zwei seitlichen weißen ovalen Flecken und einem weißen Dreieck in der Mitte auf dem Abdomen. Ebenso sind vier Paare von schwarzen Flecken vorhanden. Die Art gleicht Phidippus otiosus und Phidippus regius. Phidippus otiosus hat aber hinten keine ovalen, sondern viereckige Flecken. Phidippus regius besitzt keine schwarzen Fleckenpaare auf dem Abdomen.
Das Männchen ist etwas kleiner als das Weibchen, das Dreieck auf dem Opisthosoma ist jedoch etwas größer. Bei jüngeren Spinnen sind die Flecken noch rot, orange oder gelb. Auf den Cheliceren (Kieferklauen) schillern sie meist grün.
Wie alle Springspinnen können sie mit ihren sehr großen vorderen, dunkelblau schimmernden Mittelaugen gut sehen. Nicht nur Bewegungen werden genau wahrgenommen und verfolgt, sie sind auch in der Lage, ihre Umwelt im Umkreis von 25 bis 30 Zentimeter in scharfen Formen wahrzunehmen und wahrscheinlich nicht nur ihre Beute und Angreifer, sondern auch ihre Geschlechtspartner zu erkennen. Sie bauen ein Nest aus Seidenfäden und entfernen sich nie sehr weit davon.
Ihr Temperament variiert von Individuum zu Individuum, so sind einige lebhafter als andere. Sie laufen viel und verstecken sich wieder, doch fühlen sie sich in die Enge getrieben, erheben sie ihre zwei Vorderbeine, um durch Größe den Angreifer zu beeindrucken. Wenn sich weiterhin genähert wird, setzen sie zur Verteidigung zum Sprung an und beißen. Jedoch sind sie sehr schnelle Spinnen, die immer nach einem Weg suchen, dem Angreifer kampflos auszuweichen.

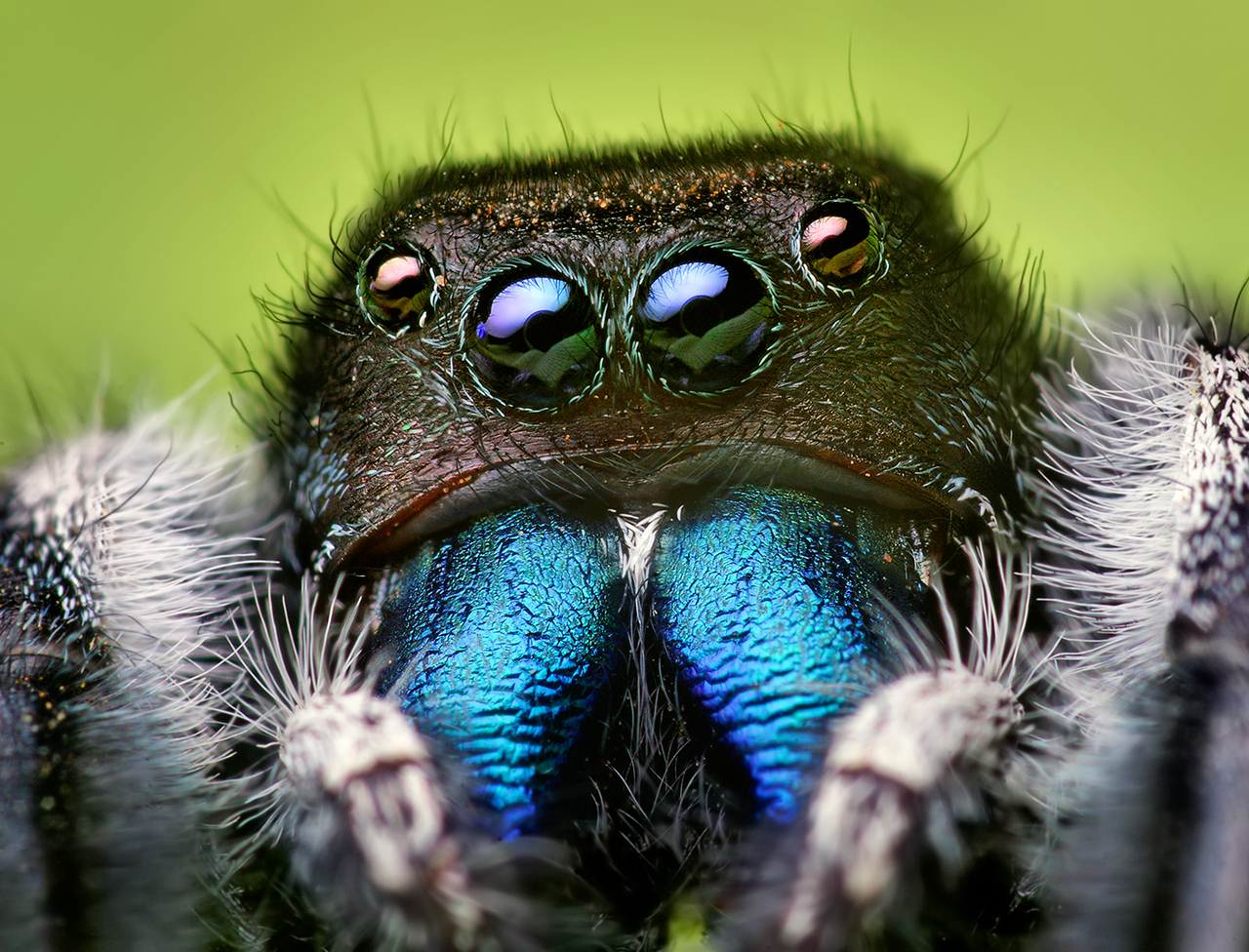
Gesicht von Phidippus audax (männliches Tier)
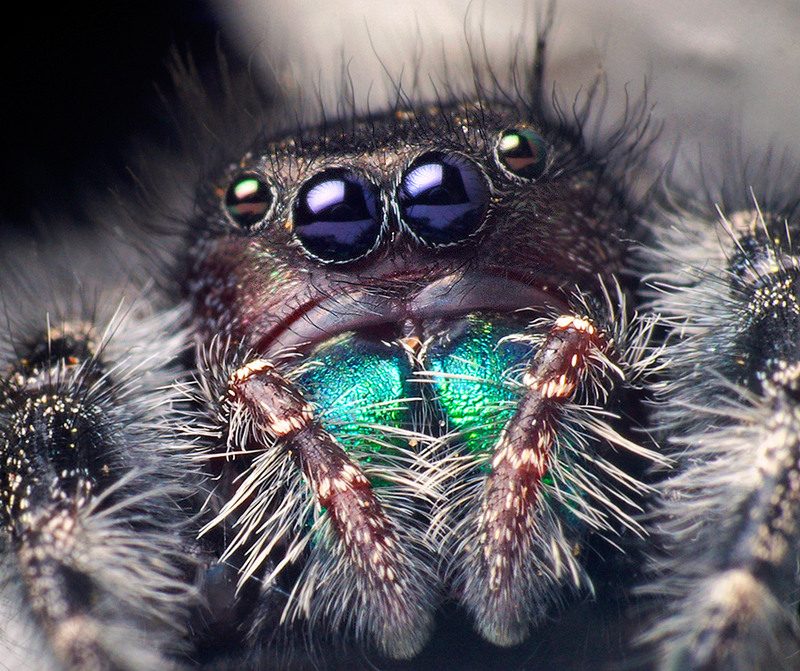
Gesicht von Phidippus audax (weibliches Tier)

## Ernährung
Phidippus audax kann seine Beute schon von weitem anvisieren und springt gezielt mehrere Zentimeter weit, um sie zu fangen. Beutetiere sind meist Insekten, beispielsweise Grillen, die größer sind als sie selbst. Oft dringen sie in Gebäude ein, um dort nach Insekten zu suchen. Bei Insekten wirkt das Gift sehr schnell und tödlich.

## Haltung
Gern wird Phidippus audax auch in Terrarien gehalten. Obwohl sie kleine Tiere sind, bevorzugen sie doch ein etwas größeres Terrarium. Außerdem brauchen sie zum Springen etwas mehr Platz. Sie benötigen normale Luftfeuchtigkeit und Zimmertemperatur. Ihr Gift ist nicht stark genug, einem Menschen gefährlich zu werden (es sei denn, man reagiert allergisch darauf). Sie sind auch in keiner Weise beißfreudig oder aggressiv, wenn man sie nicht in die Enge treibt oder auf die Hand nimmt. Zudem hat diese kleine Spinne es sehr schwer, mit ihren Cheliceren die menschliche Haut zu durchdringen.